# پولینا زاکالوزنی
پولینا زاکالوزنی (به انگلیسی: Polina Zakaluzny) ژیمناست زادهٔ ۲۱ فوریهٔ ۱۹۹۲ میلادی اهل کشور اسرائیل است.